# Haileys Mission
Haileys Mission (Originaltitel: Hailey’s On It!) ist eine vom Studio Disney Television Animation entwickelte Zeichentrickserie für Kinder. Diese Serie wurde von Devin Bunje und Nick Stanton produziert. Während bei der englischsprachigen Originalversion die Erstausstrahlung am 8. Juni 2023 stattfand, fand die deutsche Erstausstrahlung am 16. Oktober 2023 im Disney Channel statt.

## Handlung
Hailey Banks ist ein vierzehnjähriges Mädchen aus der kalifornischen Stadt Oceanside, das leicht gruppenscheu ist und das Eingehen von Risiken meidet. Ihr Leben, welches sie bisher eher zurückgezogen lebte, ändert sich jedoch an einer Silvesternacht von Grund auf. In dieser Nacht wird sie von einer naturwissenschaftlichen Professorin aus der Zukunft besucht, die Hailey beauftragt, eine festgelegte Liste an Aufgaben zu erfüllen. Durch die Erfüllung dieser Aufgaben soll Hailey nach und nach dazu befähigt werden, eine Erfindung hervorzubringen, welche die Welt vor dem globalen Klimawandel erretten kann. Die an Hailey gerichteten Aufgaben von der Liste fordern hauptsächlich die Ausführung schwerer und unmöglicher bis teilweise lebensgefährlicher Handlungen sowie die Bewerkstelligung unangenehmer Dinge. Durch die Erfüllung dieser Aufgaben überwindet Hailey nach und nach ihre Gruppenscheue sowie ihre Angst davor, sich in der Öffentlichkeit zu blamieren. Die für sie seelisch am schwersten erfüllbare Aufgabe von der Liste besteht darin, ihren gleichaltrigen Freund Scott Denoga auf den Mund zu küssen. Hailey befürchtet, dass Scott durch einen Kuss die Freundschaft mit ihr beenden könnte. Bei der Bewältigung der Aufgaben hilft ihr ein rosa Teddybär namens Beta. Die Ausführung der Aufgaben wird zusätzlich dadurch erschwert, dass aus der Zukunft kommende Roboter, sogenannte Chaos Bots, Hailey und ihre Freunde überfallen und bei der Erledigung der Aufgaben stören. Die Roboter werden von einem Erzfeind der Professorin in Haileys Zeit geschickt, um Haileys Handlungen systematisch zu verhindern, indem sie scharfe Laserstrahlen auf umliegende Objekte und Menschen schießen. Zusammen mit ihren Freunden Scott, Becker, Kennedy, Kristine, Thad, Jonathan sowie einigen Weiteren meistert Hailey nach und nach die Aufgaben der Liste und erhält so die Möglichkeit, den Klimawandel einzudämmen.

## Figuren

### Protagonisten

#### Hailey Banks
Sie ist die Ersthauptrolle in der Serie, nach welcher die gesamte Produktion benannt ist. Hailey ist ein Hawaiianisches vierzehnjähriges Mädchen mit langen braunen Haaren und Sommersprossen auf dem Gesicht, welches meist eine nach oben außen spitz zulaufende rote Brille, eine blaue Latzhose und ein weißes Hemd mit roten Ärmeln trägt. Obwohl sie oftmals gruppenscheu ist, ist sie dennoch hochbegabt. Ihre bevorzugte Freizeitbeschäftigung ist das Anfertigen von Vogelhäusern. Ihre Synchronstimme in der englischsprachigen Originalversion ist die hawaiianische Sängerin und Sprecherin Auliʻi Cravalho, welche in Amerika bereits als Original-Synchronstimme von Vaiana aus der gleichnamigen Produktion sehr große Popularität erlangte. Hailey überwindet durch die Ausführungen der Aufgaben von der gestellten Liste ihre sozialen Phobien, ihre Gruppenscheue und ihre Unsicherheiten und entwickelt sich so vom ursprünglich zurückgezogenen Menschen hin zu einem risikobereiten sowie sozial hervorragend integrierten Menschen. Ebenso erlangt Hailey durch die Ausführung der Aufgaben von der Liste das Potenzial, die Erfindung zu erstellen, welche die Welt vor dem Klimawandel errettet. Sie ist heimlich in Scott Denoga verliebt, aber hat intensive Angst davor, die Aufgabe mit dem Kuss auszuführen. Gegen Ende entdeckt Haily Banks eine Substanz, welche mit dem Hauptbestandteil der Energiequelle von den Chaos Bots identisch ist. Ebenso lernt Hailey zum Schluss das Geheimnis der Professorin kennen, welche Hailey regelmäßig durch Zeitreisen besucht.

#### Beta
Beta ist der rosa Teddybär von Hailey. Dieser Teddybär ist zugleich auch ein Supercomputer, welcher über die Fähigkeit verfügt, tiefgreifende Berechnungen durchzuführen und akkurate Vorhersagen zu treffen. Er hat als Gesicht einen blauen Bildschirm, auf welchem in cyanblauer Farbe die Schrift sowie die Gesichtsbestandteile elektronisch angezeigt werden. Sein Charakter ist leicht launisch bis brummig, aber ebenso fürsorglich, einfallsreich und mit einer hohen Neigung ausgestattet, positive Überraschungen hervorzubringen und sich gegenüber unerwünschten Personen und Eindringlingen raffiniert zu verhalten. Beta gibt der Hailey stets die Liste der Aufgaben und blendet sie auf dem Bildschirm alltäglich ein, damit Hailey stets genau über ihre aktuellen Aufgaben informiert ist.

### Begleitende Rollen

#### Scott Denoga
Scott ist ein Philippinisch stämmiger vierzehnjähriger Junge aus der Familie Denoga. Er hat kurze schwarze Haare und ein leicht gelbliches Gesicht und er trägt meist ein grünes T-Shirt über einem weißen Langärmelhemd und eine dunkel cyanblaue Hose und cyane Sneakers-Schuhe. Scott Denoga wird in der englischsprachigen Originalversion von Manny Jacinto gesprochen. Scott ist der platonische Freund von Hailey. Obwohl Scott und Hailey ineinander verliebt sind, verbleibt die Beziehung zwischen diesen beiden Jugendlichen während der Ausführung der Aufgaben aus der Liste größtenteils regulär. Eine der in der Liste genannten Aufgaben, nämlich die Aufgabe 143 besteht darin, dass Hailey den Scott auf den Mund küssen soll. Während Scott dazu sehr wohl eine Bereitschaft besitzt, dies zu tun, hat Hailey vor diesem Kuss Angst, weil sie das Ende der freundschaftlichen Beziehung durch den Kuss befürchtet und sie hierfür ebenso eine zu hohe seelische Barriere insgesamt überwinden muss. Er hat einen ausgeprägten Humor und bevorzugt meist die Betrachtung der anstehenden Dinge aus einer ungewöhnlichen Perspektive. Im Alltag verhält sich Scott oftmals ungeschickt und versteht die aktuellen Zusammenhänge meist langsamer als seine Freunde. Scott hat eine um ein Jahr jüngere Schwester namens Becker, welche sich im Laufe der Zeit ebenso mit Hailey Banks anfreundet. Scotts und Beckers Mutter Sunny Denoga ist die Leiterin eines intergalaktisch gestalteten Restaurants namens U F Dough, in welches Hailey und ihre Freunde regelmäßig hineingehen.

#### Becker Denoga
Becker ist ein ebenso philippinisch stämmiges dreizehnjähriges Mädchen und sie ist die leibliche Schwester von Scott. Becker Denoga hat mittellange schwarze Haare, welche zu einer Doppelzopf-Frisur gebunden sind. Meist trägt sie ein hell petrolfarbenes T-Shirt mit einem darauf abgebildeten Totenkopf-Symbol sowie eine ultramarin blaue Hose, welche an zwei Stellen aufgescheuert ist. Sie verhält sich in der Regel draufgängerisch und unternimmt systematisch hoch verwegene sowie bewusst lebensgefährliche Aktionen. Oft wird sie hierbei von stark ausgestatteten und handwerklich hoch erfahrenen Rocker-Jungen wie beispielsweise dem LKW-Fahrer Chainsaw während ihrer riskanten Projekte begleitet. In ihrem Zimmer hat Becker sehr viele ebenso lebensgefährliche Objekte wie zum Beispiel Bärenfallen oder Terrarien mit Vogelspinnen. Auch in öffentlichen Räumen führt Becker oftmals gezielt Handlungen durch, welche intensives Chaos hervorrufen, wie beispielsweise das Zertrümmern der Fußbodenkacheln im Schulkorridor mit Hilfe eines Presslufthammers. Genauso wie Scott, so verliebt sich auch Becker zu Beginn in Hailey, distanziert sich aber von ihr, als sie allzu sehr den Eindruck bekommt, dass Hailey ihr so wie eine Klette anhaftet. Danach verliebt sich Becker in ihre Mitschülerin Kennedy, welche sich als Lebensretterin herausstellt.

#### Kristine Sanchez
Kristine ist ein Latinisches Mädchen mit spanischen Vorfahren. Sie hat ein leicht dunkles Gesicht und tiefbraune gewellte Haare. Kristine hat ein sehr hohes Modebewusstsein und bevorzugt, bewusst chique und stilvoll auszusehen. Sie hat eine sehr große Vorliebe für Hüte und trägt fast immer einen Hut auf ihrem Kopf. Oft trägt sie ein sehr feminines gelbes Hemd und eine weiße Hose. Obwohl sie manchmal leicht narzisstische Anwandlungen aufweist, hat sie dennoch eine stark positive Ausstrahlung und ein deutlich lebensbejahendes Temperament. Sie geht auf dieselbe Schule wie Hailey und die Geschwister Denoga auch. Vorübergehend entwickelt sie eine leichte Eifersucht auf Hailey um Scott, welche sich aber relativ schnell wieder auflöst. Ähnlich wie Hailey, so richtet sich auch Kristine meist an den Ideen und Plänen von Scott aus. Aber sie hört auch stets der Hailey aufmerksam zu und hat ein offenes Ohr für die Probleme von Hailey und dient ihr als aufrichtige seelische Stütze. Zu wichtigen Anlässen wie beispielsweise ihrer Quinceañera-Feier feiert Kristine Sanchez stets ausgelassen mit Hailey und ihren Freunden.

#### AC Aychvak
AC ist ein nordischer Junge, welcher ebenso in der Schule von Hailey, Scott, Becker und Kristine ist. Er trägt fast immer einen dunkel petrolfarbenen Pullover auf einem weißen Hemd als Hintergrund sowie eine ockerfarbene kurze Hose und eine rote Schleife am Hals. AC gilt als Schüler mit guten Noten und weist oftmals ein abweisendes Verhalten gegenüber Hailey auf. Häufig hat er ein stark schnöseliges und hochnäsiges bis arrogantes Verhalten, insbesondere in Gegenwart von Hailey und ihren Freunden. Obwohl er ursprünglich ein vehementer Rivale von Hailey ist, baut er diese Rivalitäten im Laufe der Zeit ab. Er hat eine sehr stark ausgeprägte mathematische Kenntnis und verfügt über ein hohes Faktenwissen. Manchmal stellt er sich sogar als Retter heraus, wie beispielsweise im Moment, als Hailey und ihre Freunde zusammen mit AC in einem Escape Room gefangen sind.

#### Patricia Banks
Patricia ist die Kaukasische Mutter von Hailey. Sie trägt meist eine scharlachrote Weste über einem weißen Unterhemd und eine grauviolette Hose. Regelmäßig telefoniert sie mit ihrem Mobiltelefon. Während ihrer Vergangenheit hatte sie eine große Karriere als Breakdancer mit dem Künstlernamen Radical und bringt der Hailey später das Breakdancing mit Hilfe einer weisen Devise bei. Patricia ist sehr gut mit Sunny Denoga befreundet.

#### Kai Banks
Kai ist der hawaiianische Vater von Hailey. Seine dunkelbraunen kurzen Haare sind meist nach oben aufgerichtet und er hat ein oranges Hemd mit Brusttasche sowie eine kurze dunkel petrolfarbene Hose. Er kümmert sich stets liebevoll um Haileys sehr kleine und junge Zwillingsbrüder Dwayne und Johnson und führt den Haushalt der Familie Banks. In seiner Freizeit trinkt er bevorzugt Kaffee in einer Tasse. Wenn Hailey mit einem interessanten Thema konfrontiert ist, dann klinkt sich Kai oftmals in die Angelegenheit positiv und heiter ein und nennt oft seine einfallsreichen Ideen zur betroffenen Thematik. Hierbei äußert er sich meist stark aneckend zu den behandelten Themen, aber zeigt sich stets hilfsbereit.

## Musik und Soundtracks
Das Vorspannlied trägt in der englischsprachigen Originalversion den Titel The Future’s in my Hands und wurde von den Komponisten Matthew Tishler and Andrew Underberg erstellt. Haileys Synchronsprecherin Auliʻi Cravalho ist in dieser Originalversion zugleich die Sängerin des Vorspannliedes. Im Strophenteil des Liedes werden im Liedtext mehrere Handlungen in der ersten Person aufgezählt und diese dann im Chor mit dem Vers Hey! Hey! Hailey’s on it! kommentiert. In der entsprechenden deutschen Version des Vorspannliedes wurde an diesen Liedstellen der Vers Hey! Hey! Haileys Mission! verwendet. Das Vorspannlied ist ein Lied in D-Dur und im Viervierteltakt. Die Melodiefigur, welche das gesamte Vorspannlied begleitet, besteht aus vier repetitiven Gliedern und lautet Tonika in D-Dur, Dominante in A-Dur, Tonikaparallele in H-Moll, Subdominante in G-Dur. Die Musik während der Serie beinhaltet an vielen Stellen Songs und Soundtracks aus unterschiedlichen Genre-Bereichen, vor allem aber aus den Bereichen der Popmusik und der Rockmusik.

## Entwicklung der Serie
Das ursprüngliche Konzept für die Kinderserie Haileys Mission von den Produzenten Devin Bunje und Nick Stanton entwickelt. Sie wollten damit eine reelle Begebenheit darstellen, bei welcher ein Mädchen einem aus der Zukunft kommenden Boten keine ausreichende Aufmerksamkeit schenkt. Basierend auf diesem Konzept entwickelte das genannte Produzentenduo die weiteren Charaktere der Serie und auf diese Weise erstellten sie das Gesamtkonzept der Serie Haileys Mission.
Am 18. November 2021 gab das Ablegerstudio Disney Branded Television bekannt, dass ihre Serie Haileys Mission grünes Licht für eine erste Staffel mit 20 Folgen erhalten hat. Meredith Roberts, die Geschäftsführerin von Disney Television Animation teilte der Presse mit, dass diese Serie die erste Zeichentrickserie von Devin Bunje und Nick Stanton sei und sprach ihr klares Lob in Bezug auf die Serie aus. Roberts und ihre Kollegen beschrieben, dass sich die Serie an Kinder im Alter von 6 bis 14 Jahren und ihre Familien richtet. Am 15. Juni 2022 verkündete Disney Branded Television, dass die Serie Haileys Mission 10 zusätzliche Episoden und somit insgesamt 30 Episoden erhält.
Als weiterer Produzient und leitender Regisseur wurde Howy Parkins in die Gruppe der Ersteller hineingeführt. In der betroffenen Berichterstattung wurden außerdem Wade Wisinski als Produzent der Show, Karen Graci als Story Editor der Show und Lee Ann Dufour als Art Director der Serie bestätigt.

## Ausstrahlungen
Die Erstausstrahlung der Originalversion Hailey’s On It! erfolgte zeitgleich auf dem Disney Channel USA und Disney XD am 8. Juni 2023 und sie wurde Tags darauf auf dem Kanal Disney+ ausgestrahlt. Die deutsche Version hatte am 16. Oktober 2023 auf dem Disney Channel Deutschland ihre Erstausstrahlung.